# Lesignano
Lesignano è una curazia (frazione) del castello (comune) di Serravalle, nella Repubblica di San Marino.
Il suo territorio è famoso in tutta la Repubblica per le sue belle, eleganti e moderne villette.

## Storia
Durante la seconda guerra mondiale la zona Lesignano era poverissima. Per quasi la totalità del territorio la vita era agricola.
Verso la fine della guerra, per la Repubblica di San Marino, passava il fronte tedesco ormai in ritirata, quindi i bombardieri inglesi bombardarono il paese, seppur neutrale. Gli abitanti di Lesignano, impauriti di fronte ai bombardamenti, si nascosero nelle gallerie del trenino bianco azzurro (treno che collegava la Repubblica all'Italia con capolinea italiano Rimini, non circolò più a causa dei bombardamenti alla ferrovia).
Nei periodi di permanenza nelle gallerie si presentavano condizioni di vita veramente dure da affrontare per gli abitanti del luogo. All'arrivo delle truppe inglesi nella piccola frazione è riaffiorata la tranquillità.

## Geografia fisica
Lesignano giace su un territorio collinare. La maggior parte della sua superficie è occupata da campi destinati all'agricoltura e all'allevamento di vario bestiame, soprattutto da cortile (galline, conigli...). Il resto del territorio è costellato da costruzioni edili.